# By the Gods
By the Gods è un album raccolta degli Odin, uscito nel 2001 per l'Etichetta discografica Perris Records.
Il disco raccoglie tutte le tracce dei 3 EP Caution, Don't Take No for an Answer, e The Gods Must Be Crazy.

## Tracce
1. The Writer (Duncan) 3:56
2. One Day to Live (Samson) 2:32
3. Shining Love (Samson) 5:28
4. Solar Eye (Duncan) 4:26
5. Don't Take No for an Answer (Duncan, Randy "O") 2:23
6. Judment Day (Duncan) 4:18
7. Little Gypsy (Randy "O") 3:00
8. She Needs My Love (Duncan, Randy "O") 3:50
9. No Reason to Run (Randy "O") 3:30
10. Over Your Head (Duncan, Gainer, Randy "O") 3:10
11. She Was the One (Duncan) 4:22
12. Play the Fool (Samson) 3:06
13. Matter of Time (Duncan, Gainer, Randy "O") 1:53
14. Judgment Day 3:51
15. Midnight Flight 5:32
16. The Blade 6:33

## Formazione
- Randy "O" - voce
- Jeff Duncan - chitarra
- Aaron Samson - basso
- Shawn Duncan - batteria